# ستانلي تشانغ
ستانلي تشانغ (بالإنجليزية: Stanley Cheung)‏ (و. 1981 – م) هو ممثل.

## وصلات خارجية
- ستانلي تشانغ على موقع IMDb (الإنجليزية)